# Estatuder

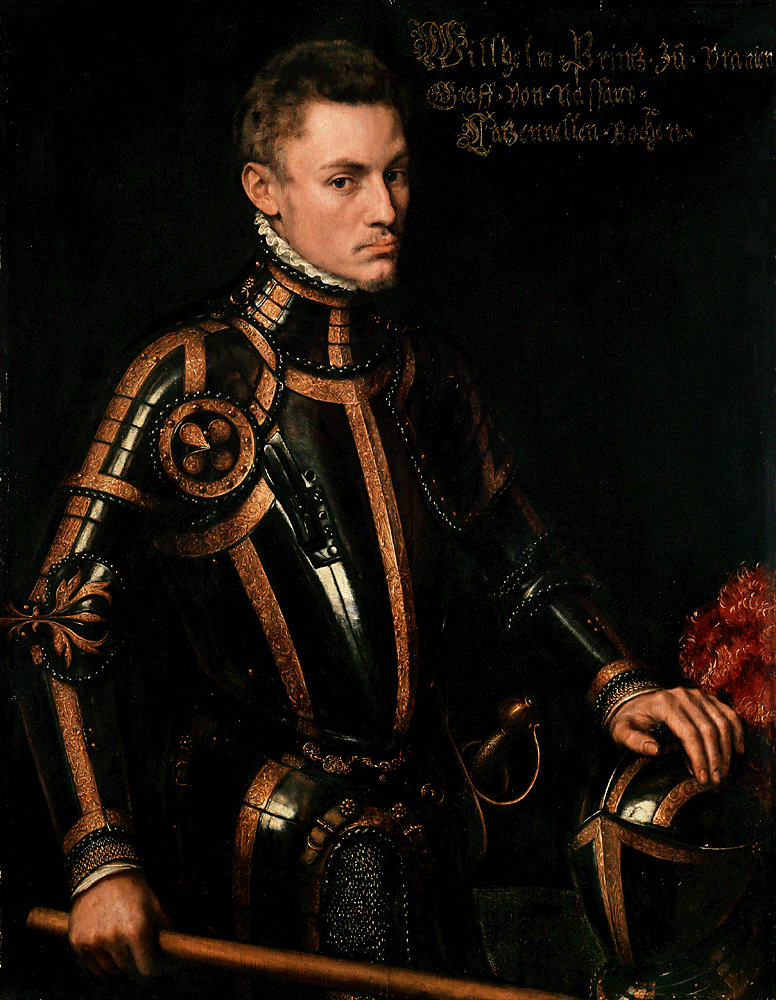
Guilherme, o Silencioso foi um stadhouder durante a Revolta Holandesa contra o Império Espanhol.

Estatuder (em holandês: stadhouder, alguém que mantém um lugar similar a "regente") foi um cargo político das antigas províncias do norte dos Países Baixos que envolvia  funções executivas. Nos Países Baixos, um stadhouder era um mordomo, inicialmente designado como oficial medieval e que acabou por funcionar como líder nacional. O stadhouder substituía o duque ou conde de uma província durante o período borgonhês e habsburgo (1384 – 1581/1795).
O título era usado para o mais alto oficial executivo de cada província, com várias funções como nomear administradores locais e manter a paz e a ordem, no início da República Holandesa. Como múltiplas províncias designavam o mesmo stadhouder, o stadhouder da poderosa província da Holanda chegou a atuar como o de facto chefe de Estado da República Holandesa entre os séculos XVI e XVIII, em um papel efetivamente hereditário. Nos últimos 50 anos de sua existência, tornou-se um título oficialmente hereditário sob o príncipe Guilherme IV de Orange. Seu filho, o príncipe Guilherme V, foi o último stadhouder de todas as províncias da República, até fugir das tropas revolucionárias francesas em 1795. Seu filho, Guilherme I dos Países Baixos, tornou-se em 1815 o primeiro rei soberano do Reino Unido dos Países Baixos.
O título stadhouder é aproximadamente comparável aos títulos históricos de Lorde Protetor na Inglaterra, Statthalter no Sacro Império Romano-Germânico e Governadores Gerais na Noruega. 

## Etimologia
Stadhouder significa “mordomo”. Seus componentes literais traduzem-se como “substituto do lugar”, do latim locum tenens, ou como um cognato direto “stead holder” (em neerlandês moderno stad significa “cidade”, mas o sentido mais antigo de stad – também stede – era “lugar”, sendo cognato de “stead” em inglês, como em “instead of”); era um termo para “mordomo” ou “tenente”. No entanto, não é a palavra para o posto militar de tenente, que em neerlandês é luitenant. Em muitas fontes em inglês, é traduzido como “governador”.

## História

### Sete Províncias
Os stadhouders na Idade Média eram designados por senhores feudais para representá-los na sua ausência. Caso um senhor tivesse vários domínios (ou feudos, sendo ele próprio vassalo), alguns poderiam ser administrados por um stadhouder permanente, a quem era delegada a plena autoridade do senhor. Assim, o stadhouder era mais poderoso do que um governador, que possuía apenas autoridade limitada, mas o stadhouder não era vassalo, não tendo título sobre a terra.
Os governantes locais das províncias independentes dos Países Baixos Setentrionais (que incluíam os atuais Países Baixos, Bélgica e Luxemburgo) faziam amplo uso de stadhouders; por exemplo, o Duque de Gueldres nomeava um stadhouder para representá-lo em Groninga.
No século XV, os Duques da Borgonha adquiriram a maior parte dos Países Baixos, e as partes constituintes (ducados, condados, senhorios) dos Países Baixos Borgonheses geralmente possuíam seus próprios stadhouders, designados pelo duque em sua capacidade de duque, conde ou senhor.
No século XVI, o Sacro Imperador Romano-Germânico Carlos V, também rei da Espanha, herdou os Países Baixos Borgonheses e consolidou este processo tornando-se o único senhor feudal: Senhor dos Países Baixos. Apenas o Principado Episcopal de Liège e dois pequenos territórios (a Abadia Imperial de Stavelot-Malmedy e o Ducado de Bouillon) permaneceram fora de seus domínios. Os stadhouders continuaram sendo nomeados para representar Carlos e seu filho e sucessor, o rei Filipe II de Espanha, nos Países Baixos (o título imperial eleitoral foi para o seu irmão Ferdinando I, Sacro Imperador Romano e seus herdeiros, da linha austríaca dos Habsburgos).
Devido às políticas centralizadoras e absolutistas de Filipe, o poder real dos stadhouders diminuiu consideravelmente, em comparação com o do landvoogd (governador-geral).

### República Holandesa
Quando, em 1581, durante a Revolta Holandesa, sete das províncias neerlandesas declararam sua independência com o Ato de Abjuração, a função representativa do stadhouder tornou-se obsoleta nos Países Baixos setentrionais rebeldes – o senhor feudal havia sido abolido – mas o cargo continuou a existir nessas províncias, que se uniram na República das Sete Províncias Unidas. As Províncias Unidas lutavam para adaptar os conceitos e instituições feudais existentes à nova situação e tendiam a ser conservadoras nesse aspecto, já que, afinal, rebelaram-se contra o rei para defender seus antigos direitos.
O stadhouder deixou de representar o senhor feudal e passou a ser o mais alto oficial executivo, nomeado pelos Estados de cada província (por exemplo, os Estados da Holanda e Frísia Ocidental e os Estados da Frísia). Embora cada província pudesse designar seu próprio stadhouder, muitos deles exerciam o cargo em várias províncias ao mesmo tempo. O poder executivo e legislativo máximo era normalmente exercido pelos Estados soberanos de cada província, mas o stadhouder tinha algumas prerrogativas, como nomear oficiais inferiores e, por vezes, o antigo direito de confirmar a nomeação (por co-optação) dos membros dos conselhos de regentes ou escolher os burgomestres a partir de uma lista de candidatos. Como esses conselhos também nomeavam a maioria dos membros dos Estados, o stadhouder podia influenciar, de forma muito indireta, a política geral.
Na Zeelândia, os Príncipes de Orange, que após a Revolta Holandesa frequentemente ocuparam o cargo de stadhouder nessa província, detinham a dignidade de “Primeiro Nobre” e, como tal, eram membros dos Estados daquela província, pois possuíam o título de Marquês de Veere e Flessingue como parte de suas posses patrimoniais.
No nível central “confederado” da República, o stadhouder das províncias da Holanda e da Zeelândia era normalmente também nomeado Capitão-General do Exército dos Estados e Almirante-General da frota confederada, embora nenhum stadhouder jamais tenha comandado uma frota em batalha. No exército, ele podia nomear oficiais diretamente; na marinha, apenas confirmar as nomeações dos cinco conselhos de almirantado. Os poderes legais do stadhouder eram, assim, bastante limitados, sendo por lei um mero oficial. Seus poderes reais, no entanto, por vezes eram maiores, especialmente dado o ambiente de lei marcial da “permanente” Guerra dos Oitenta Anos. Maurício de Nassau, após 1618, governou como um ditador militar, e Guilherme II de Orange tentou fazer o mesmo.
O líder da Revolta Holandesa foi Guilherme, o Silencioso (Guilherme I de Orange); ele havia sido nomeado stadhouder em 1572 pelos Estados da primeira província a se rebelar, a Holanda, como substituto do stadhouder real (ele já havia ocupado o posto como nomeado de Filipe II). Sua influência pessoal e reputação passaram a ser associadas ao cargo e transferidas aos membros de sua casa. Após seu assassinato, houve uma tentativa de instalar Robert Dudley, 1.º Conde de Leicester como governador-geral de Isabel I de Inglaterra antes de Maurício, em 1590, tornar-se stadhouder de cinco províncias, posição que manteve até sua morte (seu primo Guilherme Luís, Conde de Nassau-Dillenburg ocupou o posto nas duas províncias restantes, Frísia e Groninga).
Tensões, contudo, persistiram entre os orangistas e os republicanos nas Províncias Unidas, por vezes explodindo em conflitos diretos. Maurício, em 1618, e Guilherme III de Inglaterra, em 1672, substituíram conselhos municipais inteiros por seus partidários para aumentar seu poder: as chamadas “Alterações Legislativas” (Wetsverzettingen). Por intimidação, os stadhouders tentaram ampliar seu direito de confirmação e buscaram acumular os stadhouderships restantes, como Frísia e Groninga. Em reação, os regentes de Holanda, Zeelândia, Utrecht, Guéldria e Overissel, após a morte de Guilherme II, em 1650, não nomearam um novo stadhouder, e proibiram seu filho Guilherme de assumir o cargo pelo Ato de Exclusão, medida revertida durante os eventos catastróficos de 1672, o Rampjaar, quando o futuro Guilherme III de Inglaterra ascendeu ao poder. Após a morte de Guilherme III, em 1702, novamente não foi nomeado um stadhouder. Esses períodos ficaram conhecidos como o Primeiro Período sem Stadhouder e o Segundo Período sem Stadhouder.
Após a invasão francesa de 1747, os regentes foram forçados, por um movimento popular, a aceitar Guilherme IV, Príncipe de Orange, stadhouder da Frísia e Groninga, como stadhouder nas demais províncias. Em 22 de novembro de 1747, o cargo de stadhouder foi tornado hereditário (erfstadhouder) em todas as províncias (anteriormente, isso só ocorria na Frísia). Como Guilherme passou a ser o primeiro stadhouder em todas as províncias simultaneamente, sua função passou a ser denominada Stadhouder-Generaal.
Após a morte de Guilherme IV, em 1751, seu filho recém-nascido foi nomeado stadhouder sob a regência de sua mãe. A má administração desta regência gerou muito ressentimento, resultando no surgimento do Movimento Patriota em 1780, que buscava limitar permanentemente os poderes do stadhouder. Os Patriotas tomaram o controle de muitos conselhos municipais e dos Estados da província da Holanda, chegando a formar milícias civis para defender sua posição contra os partidários orangistas, trazendo o país à beira de uma guerra civil (Patriottentijd). Com a invasão prussiana da Holanda em 1787, o príncipe Guilherme V de Orange conseguiu suprimir a oposição, e muitos líderes do Movimento Patriota foram exilados na França. O stadhouderado foi reforçado com o Ato de Garantia (1788).

### Abolição e transição para reino soberano
Os exilados retornaram com os exércitos franceses no inverno de 1795 e ultrapassaram a Linha de Água Holandesa, então congelada. Guilherme V fugiu para a Inglaterra, e o cargo de stadhouder foi abolido naquele ano, quando as forças revolucionárias francesas instalaram a República Batava. De forma semelhante, desde 1572, nos Países Baixos Meridionais, os senhores Habsburgos continuaram a nomear stadhouders provinciais para a região, mas isso cessou quando foram anexados pela França em 1794. Em 1806, Napoleão estabeleceu o Reino da Holanda, colocando seu irmão mais novo, Luís Bonaparte, no trono. Luís abdicou em 1810 em favor de seu filho Luís II Bonaparte, que reinou por apenas nove dias, até que seu tio Napoleão assumiu o controle direto e anexou o reino ao Império Francês até sua queda, em 1813.
Logo após a retirada do exército francês dos Países Baixos, Guilherme Frederico, filho de Guilherme V, Príncipe de Orange, foi convidado pelo Triunvirato de 1813 a se tornar o primeiro “Príncipe Soberano”. Guilherme havia vivido exilado em Londres durante a ocupação francesa. Em 13 de novembro de 1813, ele retornou aos Países Baixos para aceitar o convite. Em 16 de março de 1815, assumiu o título de Rei do Reino Unido dos Países Baixos.

## Ocupantes da função
Exerceram o cargo de estatuder:
- Guilherme I, príncipe de Orange, chamado de o Taciturno (1559–1584)
- Maurício, príncipe de Orange (1584–1625)
- Frederico-Henrique, príncipe de Orange (1625–1647)
- Guilherme II, Príncipe de Orange (1647–1650)
- Guilherme III de Inglaterra, também rei da Inglaterra, Escócia e Irlanda (1672–1702)
- Guilherme IV, Príncipe de Orange (1747–1751)
- Guilherme V, Príncipe de Orange (1751–1795)
- Guilherme I dos Países Baixos (1813–1815).